# Eneweto
Eneweto (auch: Aneweto, Eneoueto, Enëwäto, Enouetō Island, Enoueto-To) ist ein Motu des Arno-Atolls der pazifischen Inselrepublik Marshallinseln.

## Geographie
Eneweto liegt im Norden des Arno-Atolls und bildet zusammen mit den benachbarten Enealtok, Ajmanol, dem südlicher gelegenen Jarkwil und weiteren namenlosen Motu den Nordsaum des Atolls bis zur ersten Passage bei Jarkwil.